# Újudvar vasútállomás
Újudvar vasútállomás egy Zala vármegyei vasútállomás Újudvar településen, a MÁV üzemeltetésében.
A falu központjától csaknem 2 kilométerre délre helyezkedik el, a különálló Kámáncspuszta településrész északi szélénél, közúti elérését a 7527-es útból kiágazó 75 321-es út biztosítja.
2021 óta valamennyi személyszállító vonat megállás nélkül halad át itt.

## Vasútvonalak
Az állomást az alábbi vasútvonalak érintik:
- Szombathely–Nagykanizsa-vasútvonal

## Kapcsolódó állomások
A vasútállomáshoz az alábbi állomások vannak a legközelebb:
- Gelse vasútállomás (Szombathely–Nagykanizsa-vasútvonal)
- Nagykanizsa vasútállomás (Szombathely–Nagykanizsa-vasútvonal)

## Forgalom
| Járat        | Útvonal | Gyakoriság |
| ------------ | --- | ---------- |
| személyvonat | Zalaegerszeg – Zalaszentiván – Alsónemesapáti – Nagykapornak – Búcsúszentlászló – Zalaszentmihály-Pacsa – Pötréte – Felsőrajk – Gelse – Újudvar – Nagykanizsa | Napi 1 pár |